# Радевцы
Радевцы (бел. Ра́дзеўцы) — деревня в Молодечненском районе Минской области Беларуси. Входит в состав Радошковичского сельсовета.

## География
Пролегает дорога Н-9117, примыкает к дороге Н-9116.
Ближайшие населённые пункты Горняки, Мозоли и др.

## История
С 1904 года в Красносельской волости Вилейского уезда Виленской губернии Российской империи.
В 1921—1945 годах деревня в составе Польской Республики, Виленского воеводства, Вилейского уезда, гмины Красное.
До 2013 года деревня входила в состав Граничского сельсовета.

## Население

### Численность
- 2019 год — 31 жителей

### Динамика
- 1866 год — 129 жителей, 15 дворов
- 1921 год — 206 жителей, 36 дворов[7]
- 1931 год — 258 жителей, 46 дворов[8]
- 1999 год — 65 жителей (перепись населения)
- 2009 год — 37 жителей (перепись населения)[3]
- 2019 год — 31 жителей (перепись населения)